# Vlado Taneski
Vlado Taneski (em macedônio/macedónio:  Владо Танески; Kičevo, 1952 - Tetovo, 23 de junho de 2008) foi um assassino em série macedônio. Jornalista de carreira há mais de vinte anos, Taneski foi preso em junho de 2008 em sua cidade natal, Kičevo, pelo assassinato de duas mulheres, cujas mortes ele também havia escrito artigos freelance; quando preso, ele também estava sendo investigado pela morte de outra mulher. Essas reportagens despertaram suspeitas na polícia, por conterem informações que não foram divulgadas ao público. Depois que testes de DNA conectaram Taneski aos assassinatos, ele foi detido e encarcerado em 22 de junho de 2008 e foi encontrado morto em sua cela no dia seguinte, após um aparente suicídio.

## Vida pessoal
Vlado Taneski nasceu em 1952 em Kičevo, Iugoslávia, o segundo de três filhos. Seus pais eram disciplinadores conservadores e ele tinha um relacionamento particularmente tenso com sua mãe. Seu pai era um veterano da Segunda Guerra Mundial. Depois de estudar jornalismo na Croácia, Taneski começou a se interessar por poesia e escrita. Aos 21 anos conheceu sua futura esposa, uma estudante de direito chamada Vesna, com quem teve dois filhos.[carece de fontes?]
Taneski trabalhou em uma estação de rádio, enquanto Vesna se tornou a primeira advogada da cidade. A carreira jornalística de Taneski durou mais de 20 anos, e na década de 1980, ele trabalhou como repórter em Escópia baseado nos jornais Nova Makedonija e Utrinski Vesnik. Em 2002, seu pai cometeu suicídio e, alguns meses depois, sua mãe acidentalmente tomou uma overdose de remédio. Em 2003, agravando os problemas financeiros que enfrentava, Taneski foi despedido do jornal e, em 2004, sua esposa foi promovida e mudou-se para Escópia.[carece de fontes?]

## Assassinatos
As vítimas de Taneski foram:
- Mitra Simjanoska (64) - desapareceu em 16 de novembro de 2004 após uma viagem ao mercado; encontrado em 12 de janeiro de 2005. Ela havia sido estrangulada, amarrada, torturada e estuprada e estava morta há menos de duas semanas.
- Ljubica Licoska (56) - desapareceu no início de novembro de 2007 após ir comprar mantimentos; encontrado em 3 de fevereiro de 2008. Ela tinha sido estrangulada, amarrada, espancada e estuprada, e estava morta há apenas alguns dias.
- Zivana Temelkoska (65) - desapareceu em 7 de maio de 2008 após uma farsa sobre seu filho ter sido hospitalizado; encontrada em 16 de maio. Ela foi torturada, estuprada, estrangulada e foi amarrada com fios de telefone.

Todas essas mulheres eram faxineiras pobres e sem instrução, assim como a mãe de Taneski ganhava a vida. As vítimas conheceram pessoalmente a mãe de Taneski, o que pode ter sido o motivo de sua seleção como vítimas.

## Investigação e suicídio
Taneski foi suspeito de assassinato após ter escrito artigos sobre os três assassinatos e foi interrogado em várias ocasiões. Segundo a polícia, os artigos de Taneski continham informações que não foram divulgadas ao público. Por exemplo, diferentemente de todos os outros relatórios publicados na imprensa macedônia sobre os assassinatos, Taneski sabia que o assassino usou um fio de telefone para amarrar Temelkoska e que o mesmo fio foi deixado na cena pelo assassino.
Taneski foi preso em 20 de junho de 2008 depois que seu DNA foi comparado ao sêmen encontrado nas vítimas. O exame da casa de campo da família Taneski revelou um esconderijo de material pornográfico, cordas e cordões iguais aos usados para amarrar as vítimas e itens pertencentes às vítimas. Taneski foi acusado do assassinato de duas das mulheres e a polícia estava se preparando para acusá-lo do assassinato da terceira. Os detalhes do caso foram publicados em 21 de junho, e a polícia também planejava interrogar Taneski em 30 de maio de 2003, depois do desaparecimento da faxineira aposentada de 73 anos, Gorica Pavleska. Depois de ser transferido para Tetovo, Taneski foi encontrado morto em sua cela de prisão compartilhada em 23 de junho. Ele aparentemente se afogou em um balde de plástico com água. Um inquérito concluiu que, na ausência de outras evidências, sua morte foi suicídio.